# Jindřich Kozel z Peclinovce
Jindřich Kozel z Peclinovce (* ? – 21. června 1621, Praha) byl pražský měšťan, novoměstský radní a válečný komisař. Jeden ze 27 českých pánů, kteří byli 21. června 1621 popraveni na Staroměstském náměstí za účast na stavovském povstání.